# Prosika, Iemilciîne
Prosika (în ucraineană Просіка) este un sat în comuna Taikî din raionul Iemilciîne, regiunea Jîtomîr, Ucraina.

## Demografie
Componența lingvistică a localității Prosika
     Ucraineană (97,78%)
     Rusă (2,22%)
Conform recensământului din 2001, majoritatea populației localității Prosika era vorbitoare de ucraineană (97,78%), existând în minoritate și vorbitori de rusă (2,22%).